# Droga wojewódzka 138
Die Droga wojewódzka 138 (DW 138) ist eine polnische Woiwodschaftsstraße in der Woiwodschaft Lebus. Sie verläuft in Ost-West-Richtung und verbindet das Dorf Długoszyn (Langenfeld) mit Gubin (Guben).